# Nicolau Vladimiroviche Losski
Nicolau Vladimiroviche Losski (20 de novembro de 1929, Paris, Terceira República Francesa - 23 de outubro de 2017, Paris, França) foi um teólogo e filólogo francês, arcipreste da diocese de Quersoneso da Igreja Ortodoxa Russa e clérigo da Igreja de Todas as Dores em Paris. Professor Emérito da Universidade de Paris X - Nanterre (França), Professor do Instituto Teológico São Sérgio de Paris. Autor de muitos artigos e livros sobre teologia, eclesiologia, história do anglicanismo. Era filho de Vladimir Nikolaeviche Losski.